# Chlum u Třeboně
Pour les articles homonymes, voir Chlum.
Chlum u Třeboně (en allemand : Chlumetz bei Wittingau) est un bourg (městys) du district de Jindřichův Hradec, dans la région de Bohême-du-Sud, en République tchèque. Sa population s'élevait à 1 951 habitants en 2020.

## Géographie
Chlum u Třeboně est arrosé par le Koštěnický potok, un affluent droit de la Lužnice, et se trouve à 13 km au sud-est de Třeboň, à 22 km au sud-sud-ouest de Jindřichův Hradec, à 33 km à l'est de České Budějovice et à 129 km au sud-sud-est de Prague.
La commune est limitée par Stříbřec, Příbraz et Stráž nad Nežárkou au nord, par Staňkov à l'est, par Rapšach et Suchdol nad Lužnicí au sud, et par Hamr et Třeboň à l'ouest.

## Histoire
La première mention écrite de la localité date de 1399. La commune a le statut de bourg (městys) depuis le 10 octobre 2006.

## Galerie

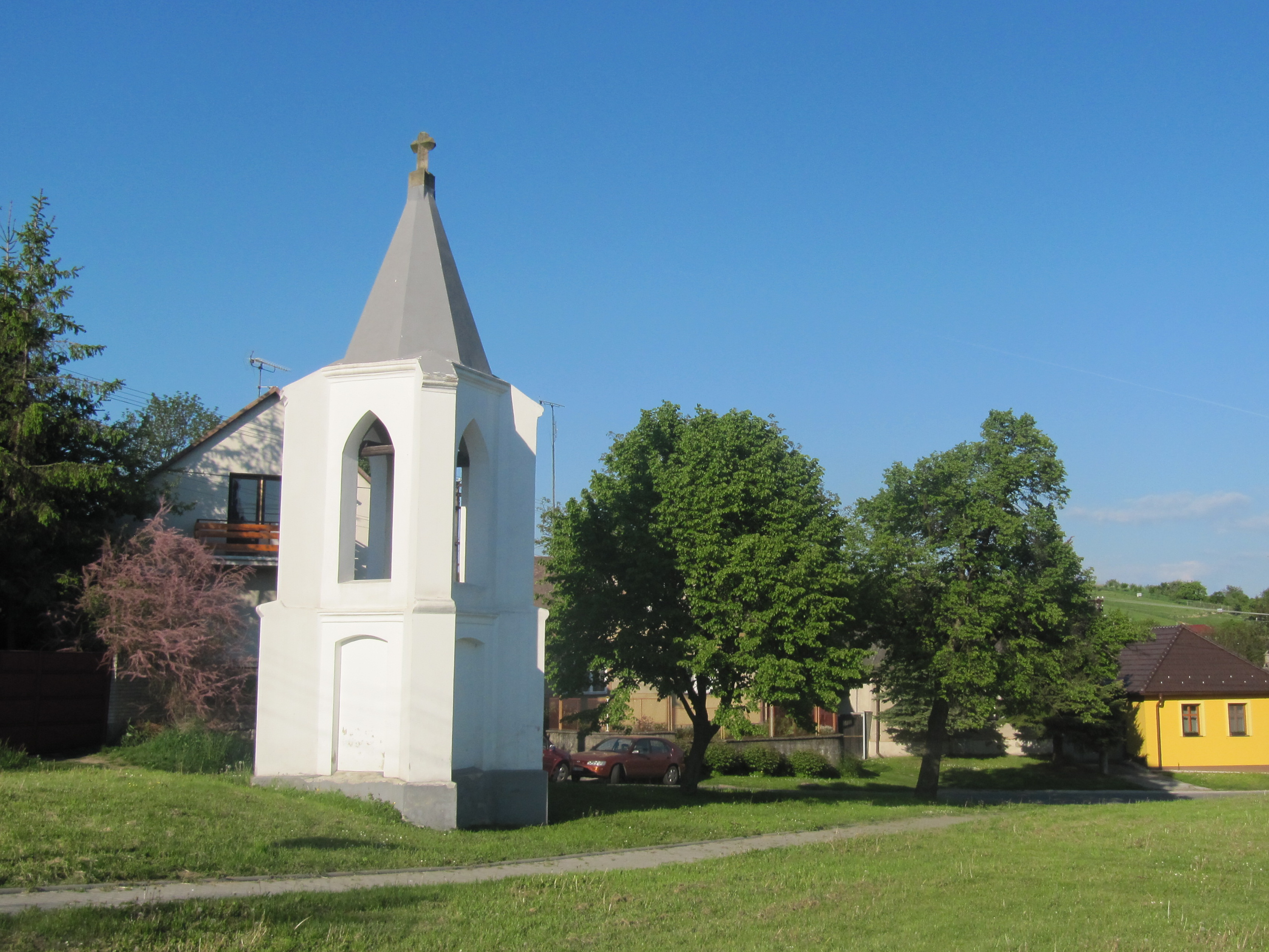
Lutová : l'église.
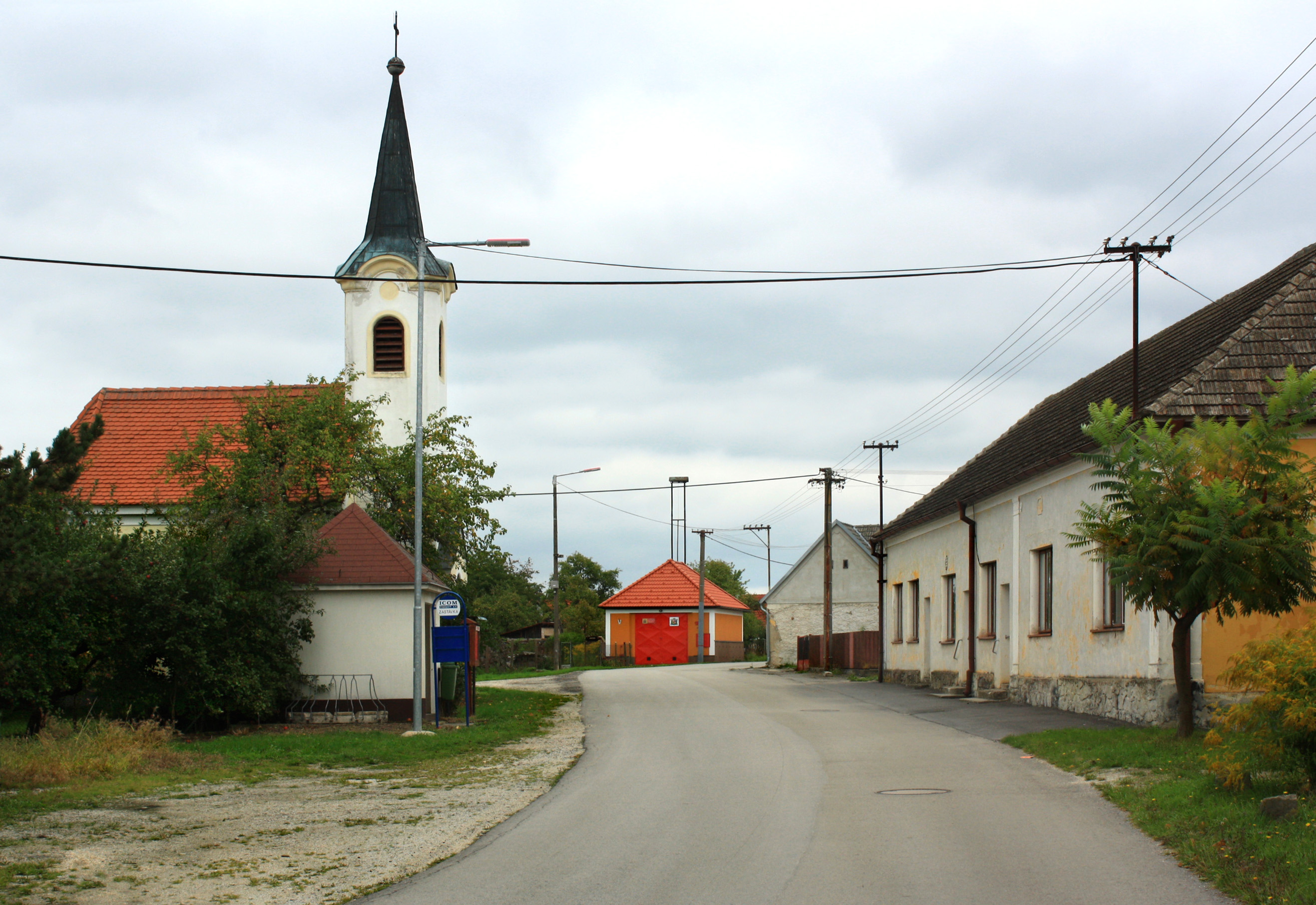
Mirochov : la rue principale.
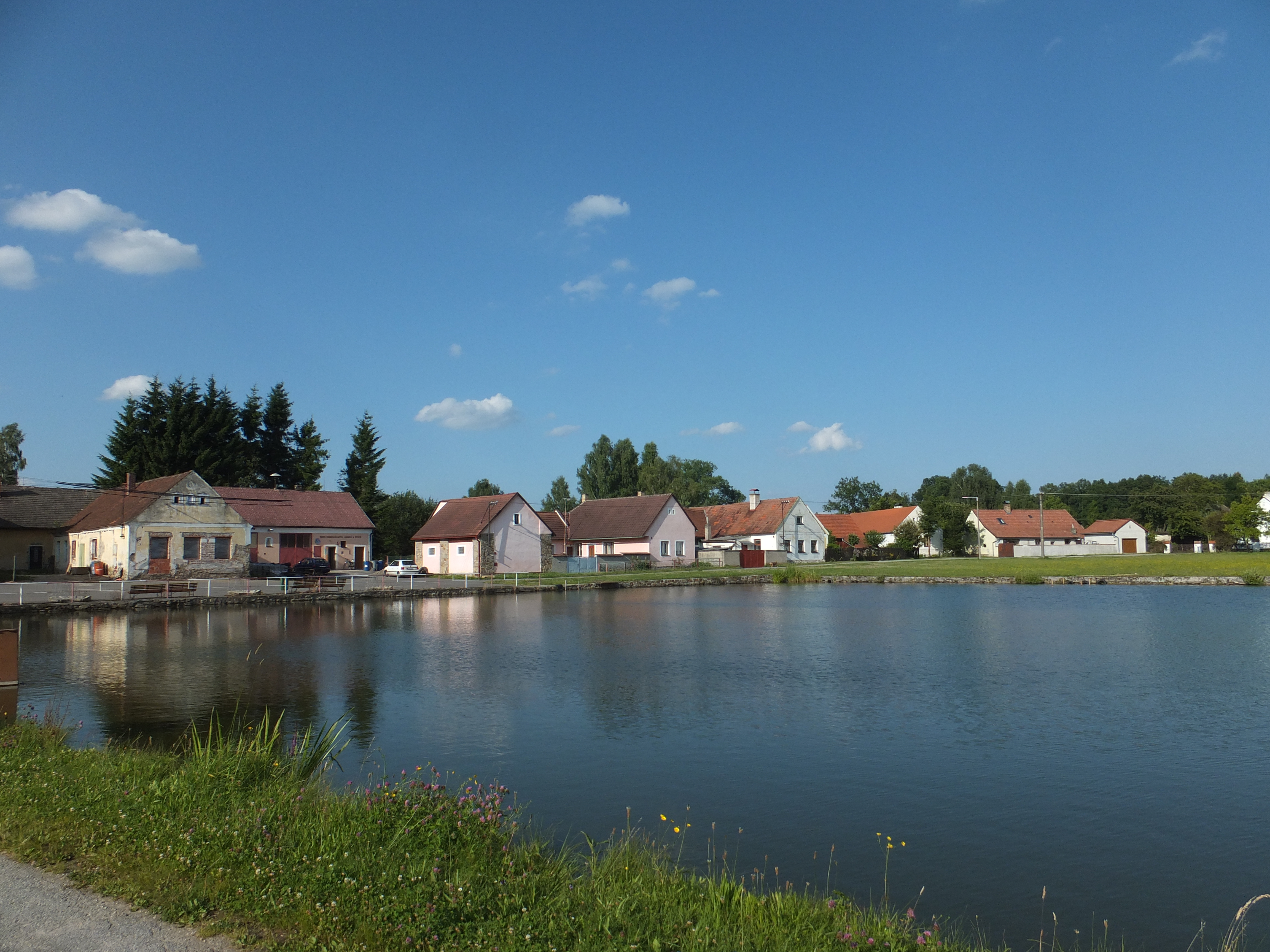
Žíteč : vue du hameau.

## Administration
La commune se compose de quatre quartiers :
- Chlum u Třeboně
- Lutová
- Mirochov
- Žíteč

## Source
- (cs) Cet article est partiellement ou en totalité issu de l’article de Wikipédia en tchèque intitulé « Chlum u Třeboně » (voir la liste des auteurs).